# Орден «За заслуги перед Федеративною Республікою Німеччина»
Орден «За заслуги перед Федеративною Республікою Німеччина» (нім. Der Verdienstorden der Bundesrepublik Deutschland) — єдиний федеральний орден Німеччини. Започаткований 7 вересня 1951 року Федеральним президентом Німеччини Теодором Хойсом.

## Ступені ордена
Орден має вісім ступенів:
1. Великий хрест особливого ступеня (нім. Sonderstufe des Großkreuzes)
2. Великий хрест 1-го ступеня в спеціальному виконанні (нім. Großkreuz in besonderer Ausführung)
3. Великий хрест 1-го ступеня (нім. Großkreuz)
4. Великий хрест із зіркою та плечовою стрічкою (нім. Großes Verdienstkreuz mit Stern und Schulterband)
5. Великий офіцерський хрест (нім. Großes Verdienstkreuz mit Stern)
6. Командорський хрест (нім. Großes Verdienstkreuz)
7. Офіцерський хрест (нім. Verdienstkreuz 1.Klasse)
8. Кавалерський хрест (нім. Verdienstkreuz am Bande)
9. Медаль «За заслуги» (нім. Verdienstmedaille)

## Статистика нагороджень
З 1951 року понад 200 000 громадян Німеччини та інших країн отримали цю почесну нагороду.
| Нагородження орденом у 1990–2008 роках |      |           |       |       |
| №                                      | Рік  | Чоловіків | Жінок | Разом |
| 1                                      | 1990 | 3443      | 642   | 4085  |
| 2                                      | 1991 | 4301      | 795   | 5096  |
| 3                                      | 1992 | 3425      | 591   | 4016  |
| 4                                      | 1993 | 3546      | 714   | 4260  |
| 5                                      | 1994 | 3400      | 726   | 4126  |
| 6                                      | 1995 | 3375      | 750   | 4125  |
| 7                                      | 1996 | 2777      | 727   | 3504  |
| 8                                      | 1997 | 3015      | 833   | 3848  |
| 9                                      | 1998 | 2926      | 801   | 3727  |
| 10                                     | 1999 | 2885      | 799   | 3684  |
| 11                                     | 2000 | 2604      | 718   | 3322  |
| 12                                     | 2001 | 2550      | 706   | 3256  |
| 13                                     | 2002 | 2527      | 829   | 3356  |
| 14                                     | 2003 | 2536      | 754   | 3290  |
| 15                                     | 2004 | 2650      | 797   | 3447  |
| 16                                     | 2005 | 1883      | 625   | 2508  |
| 17                                     | 2006 | 1749      | 563   | 2312  |
| 18                                     | 2007 | 1684      | 733   | 2417  |
| 19                                     | 2008 | 1703      | 772   | 2475  |

## Галерея

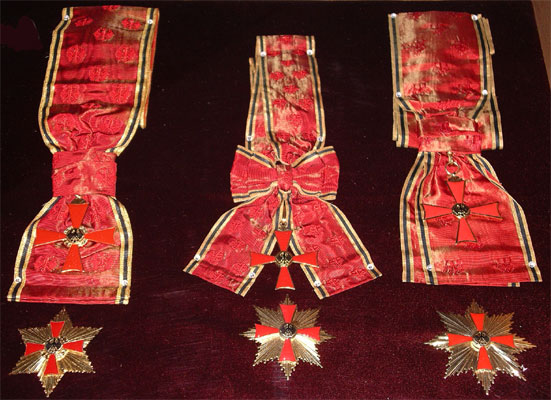
Вищі ступені ордена
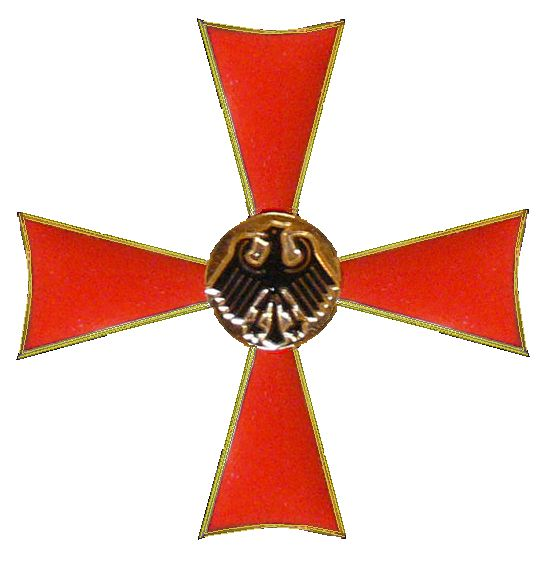
Офіцерський хрест
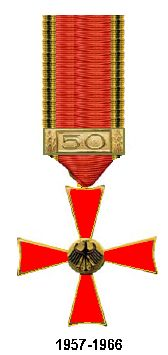
Кавалерський хрест із ювілейною накладкою
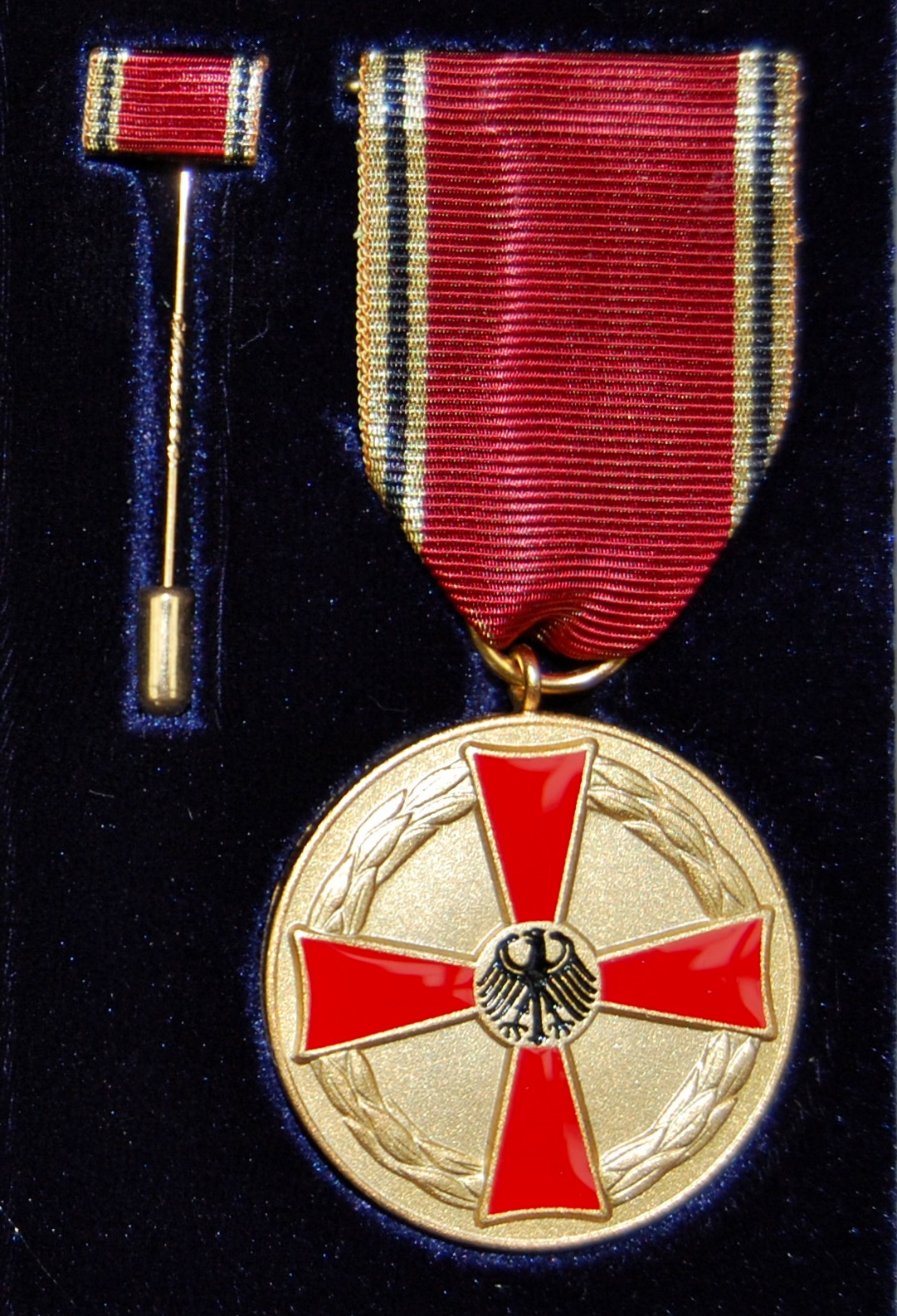
Медаль «За заслуги»
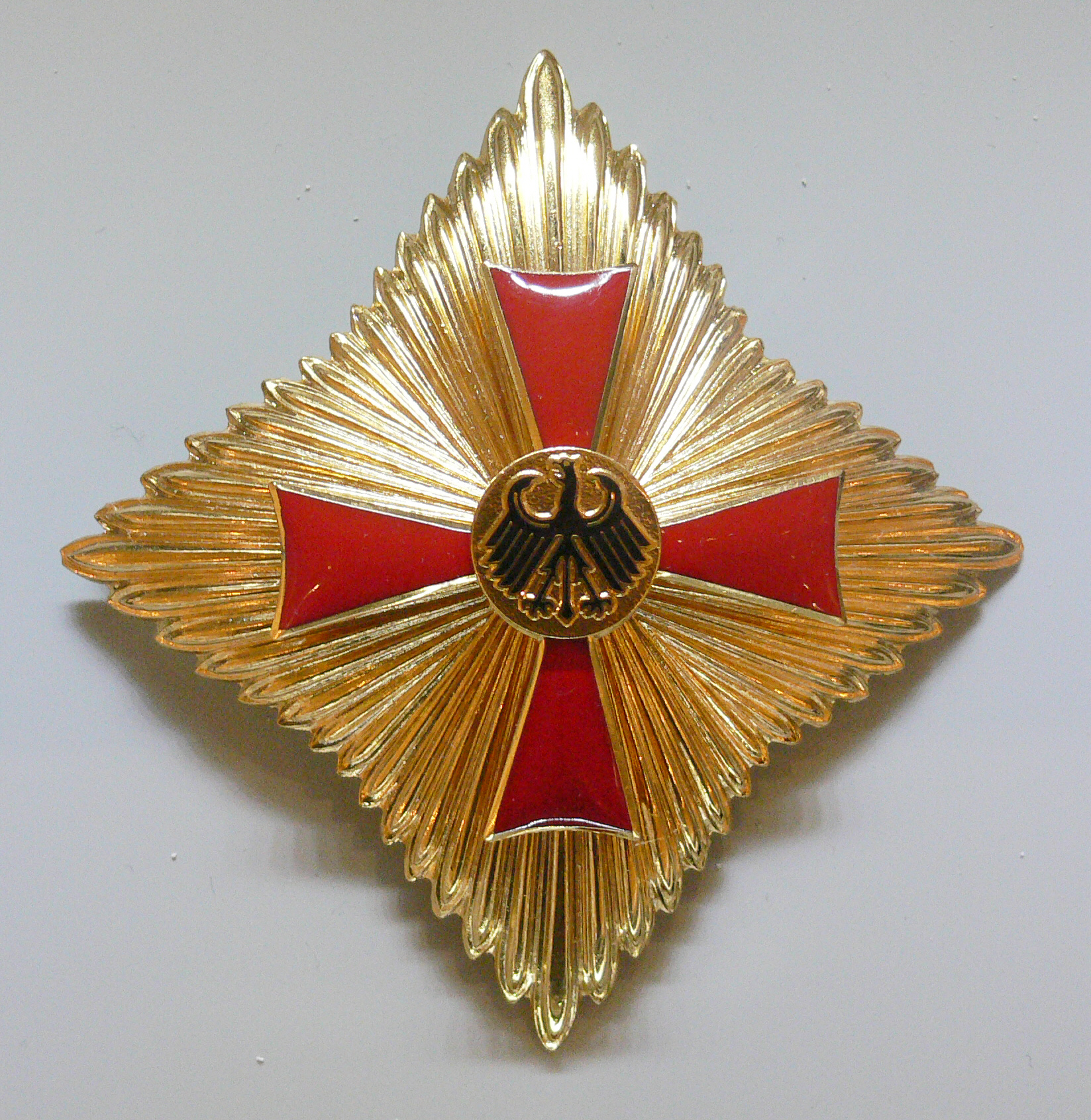
Зірка ступеня Великий хрест із зіркою та стрічкою

### Нагороджені

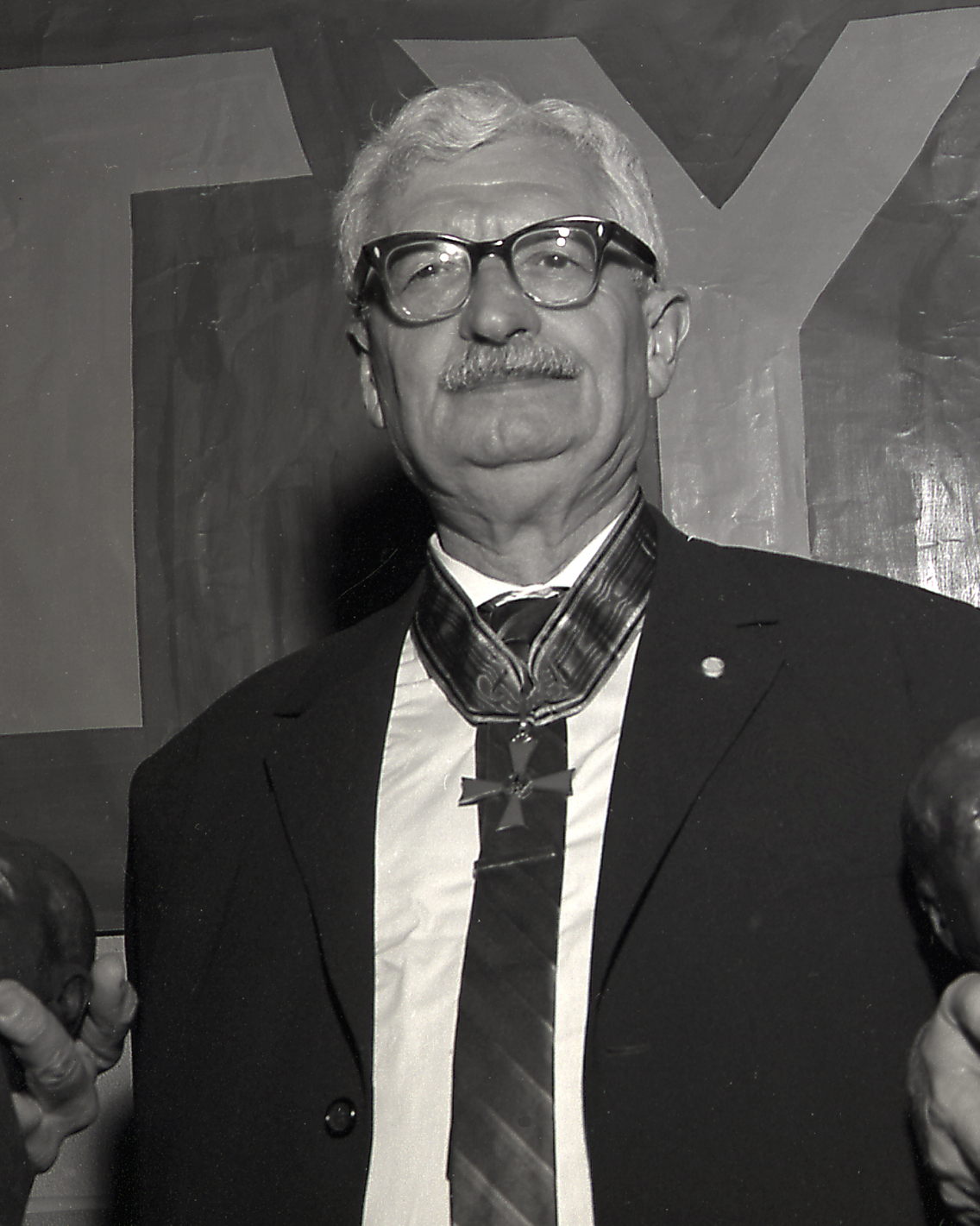
Фізик Герман Оберт з командорським хрестом (1961).
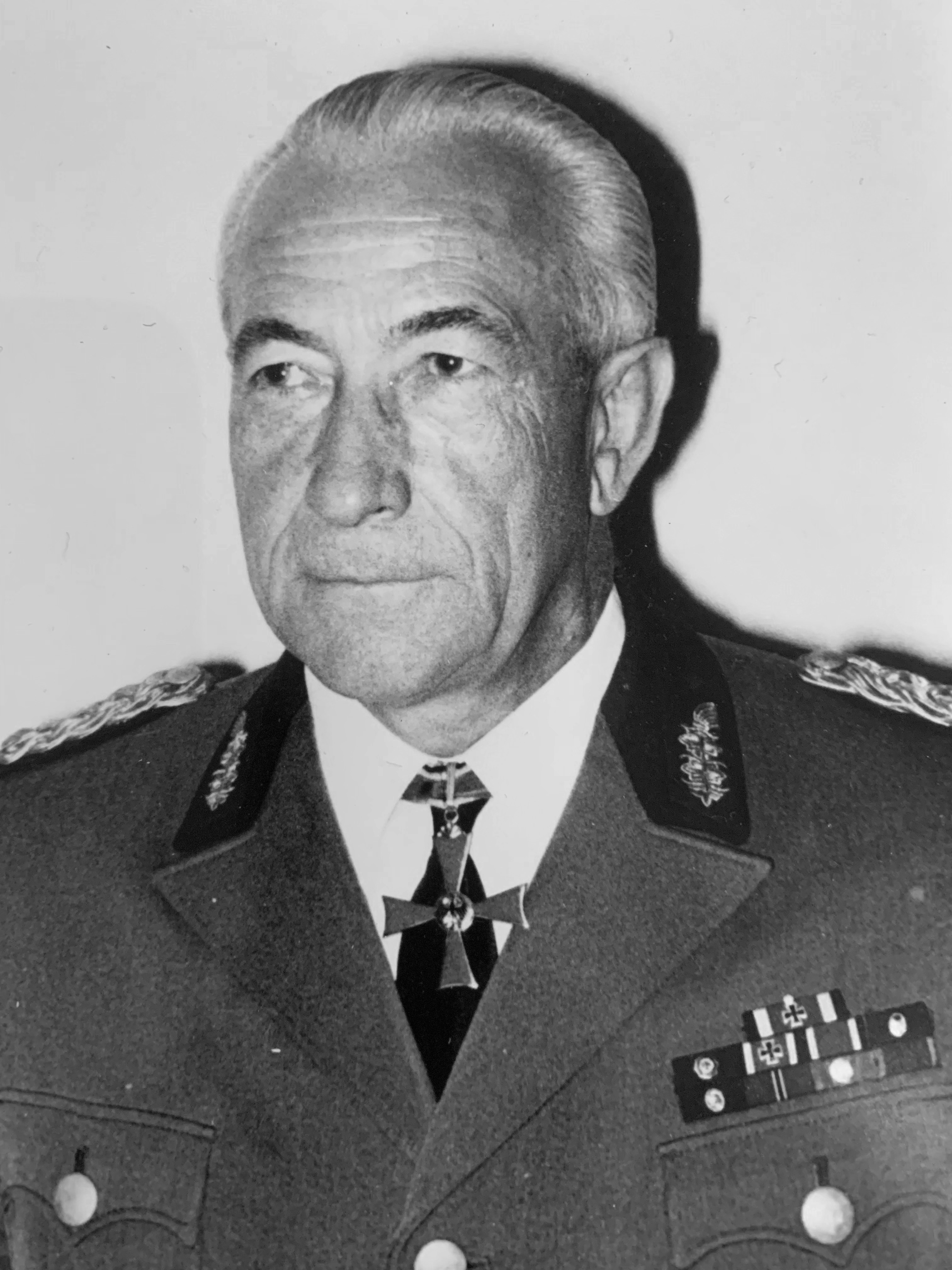
Бригадний генерал Федеральної прикордонної охорони Віллі Лангкайт з командорським хрестом (1967).
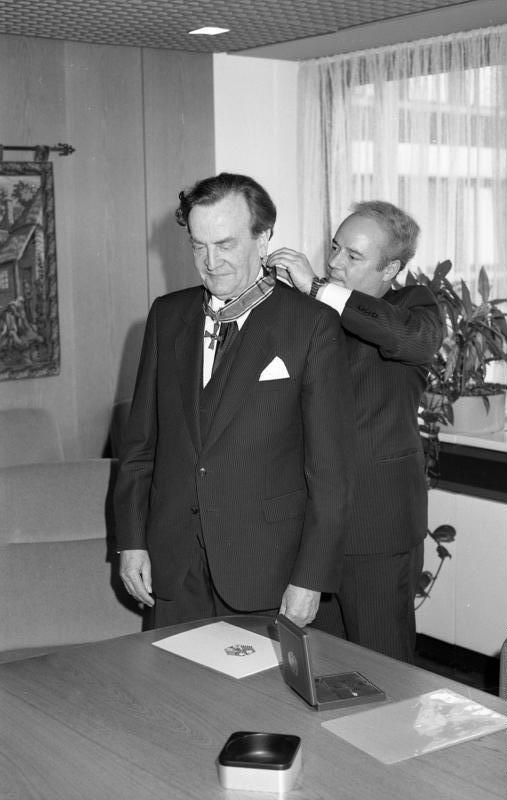
Нагородження барона Філіппа фон Безелагера командорським хрестом (20 квітня 1989).
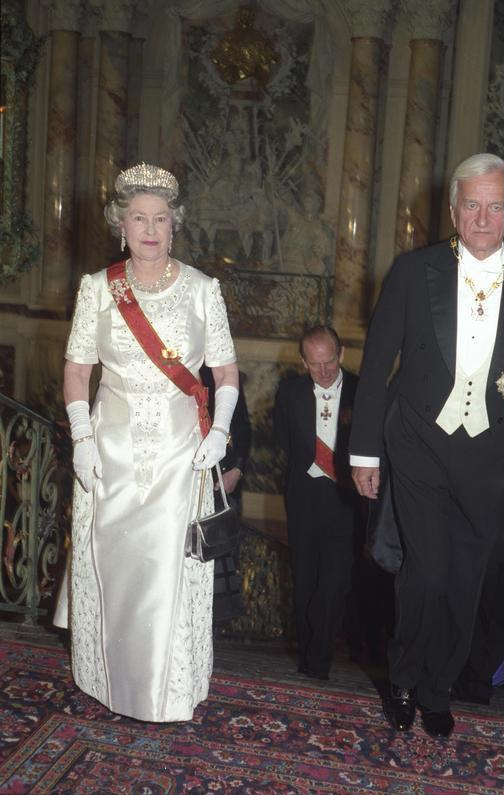
Британська королева Єлизавета II і президент Німеччини Ріхард фон Вайцзеккер (в центрі) з великими хрестами особливого ступеня (1992).
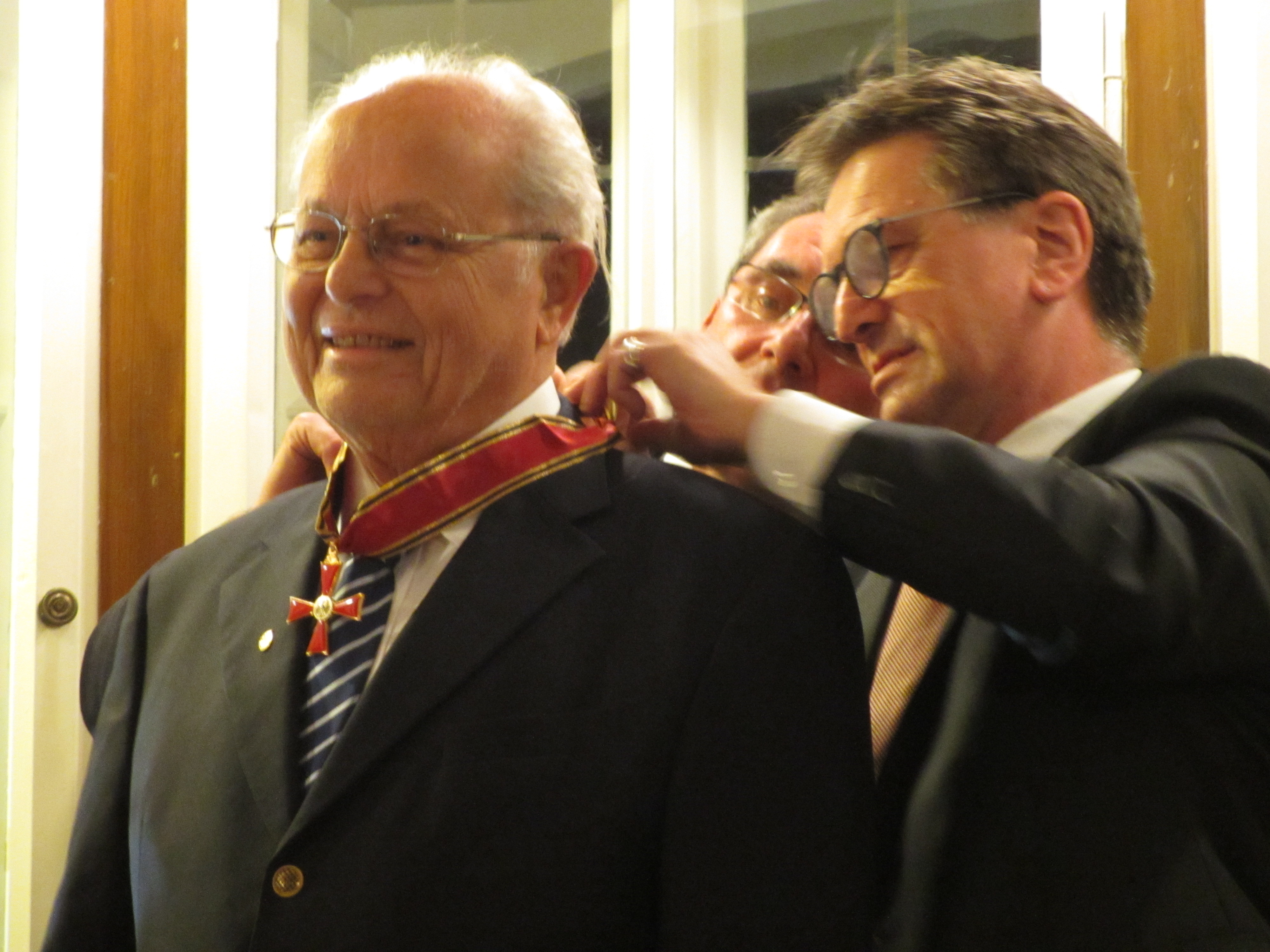
Нагородження анатома Гайко Брака командорським хрестом (2018).